# 에디 큐
에디 큐(Eduardo H. Cue) (1964년 10월 23일 출생 )는 Apple의 서비스 수석 부사장이다. 최고경영자인 팀 쿡에 직접 보고한다. iTunes Store, Apple Books Store, Apple Music, Apple Pay, Siri (2017년까지), Maps, iAd, iCloud 서비스, Apple의 생산성 및 창의성 앱을 등 Apple의 수많은 콘텐츠 스토어와 제품 부분을 총괄하고 있다. Apple의 전자책 가격 고정 반독점 소송에서 증언한 바 있으며 구글을 상대로 한 온라인 검색 시장 반독점 재판에 증인으로 출석해 인공지능(AI)을 이용한 검색이 기존 검색 엔진을 대체할 것이라고 말한 적이 있다.